# Айоделе, Рут
Рут Айоделе (Ayodele Ruth Imoleayo, род. 17 июля 2000 года) — нигерийская тяжелоатлетка, выступающая в весовой категории до 64 кг. Серебряный призёр чемпионата мира 2023 года.

## Карьера
В Саудовской Аравии, где состоялся Чемпионат мира по тяжёлой атлетике 2023 года, нигерийская спортсменка в категории до 64 кг завоевала серебряную медаль чемпионата мира с результатом 222 кг по сумме двух упражнений. Малая серебряная медаль в толчке (122 кг) и малая бронзовая медаль в рывке (100 кг) также достались ей..

## Спортивные результаты
| Год  | Соревнование   | Место проведения | Весовая категория | Рывок  | Толчок | Сумма двоеборья | Место |
| 2023 | Чемпионат мира | Эр-Рияд          | до 64 кг          | 100 кг | 122 кг | 222 кг          | 2     |